# 臭化白金(II)
臭化白金(II)（しゅうかはっきん に、Platinum(II) bromide）は、化学式が PtBr2 と表される白金の臭化物である。この暗緑色の粉末は、様々な臭化白金(II)錯体を合成するための前駆体として用いられる。塩化パラジウムや臭化パラジウムなどと同様に、配位子となる物質の水溶液にしか溶けない。

## 用途
白金のカルベン錯体は、酢酸ナトリウムのジメチルスルホキシド溶液にイミダゾリウム塩と臭化白金(II)を溶かして加熱することで得られる。